# Canada Place
Ne doit pas être confondu avec Place du Canada (Montréal).

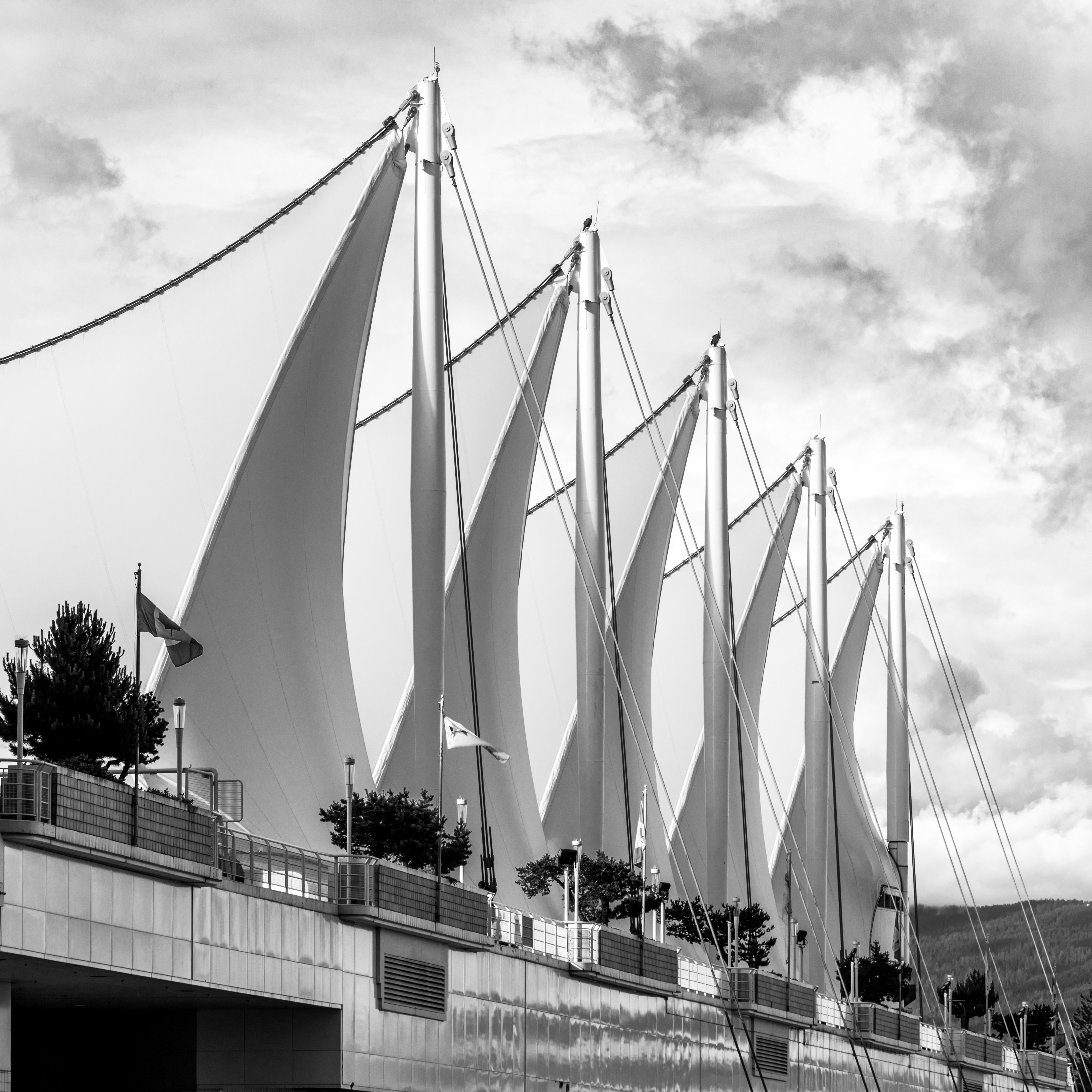
Voiles de Canada Place. Juin 2022.

Canada Place est un bâtiment situé sur le front de mer de la baie Burrard dans la cité de Vancouver, dans la province canadienne de Colombie-Britannique. L'ancien pavillon du Canada pendant l'Exposition spécialisée de 1986, il est maintenant le site du Vancouver Convention Centre.